# Пицано (Болоња)
Пицано (итал. Pizzano) је насеље у Италији у округу Болоња, региону Емилија-Ромања.
Према процени из 2011. у насељу је живело 2170 становника. Насеље се налази на надморској висини од 183 м.